# Bartomeu I
Bartomeu I (grec: Βαρθολομαίος Α’, Bartholomaíos A), nascut Dimítrios Arkhondonis (grec: Δημήτριος Αρχοντώνης), és l'actual Patriarca de Constantinoble, primat de l'Església Ortodoxa de Constantinoble, des del 2 de novembre de 1991.

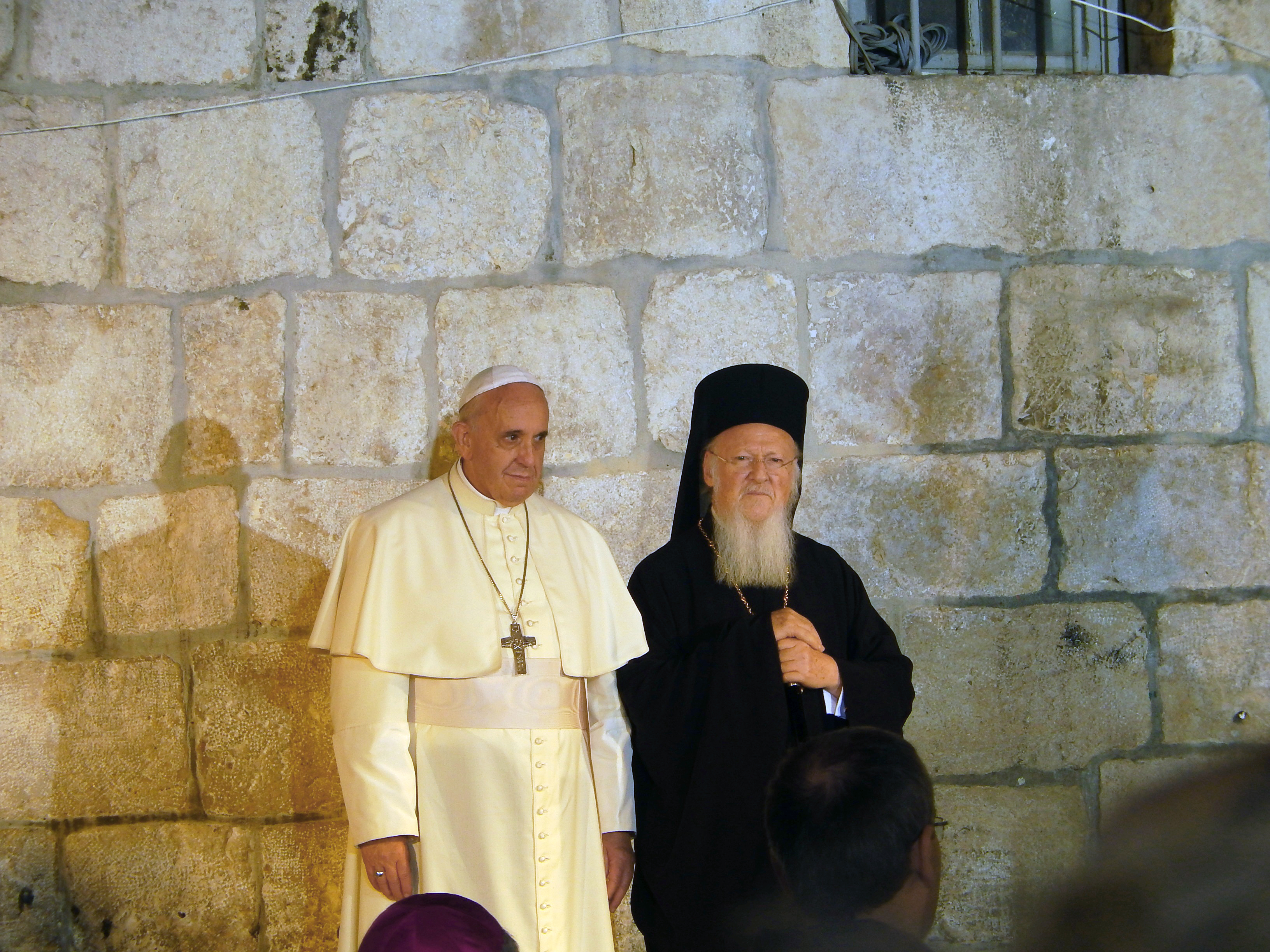
Bartomeu I i el papa Francesc

Va néixer el 29 de febrer de 1940 a l'illa turca d'Imbros, a la mar Egea. Va ingressar a l'Escola Teològica de Halki després d'haver fet els estudis primaris a la seva ciutat, i es va llicenciar l'any 1961. Ordenat diaca, va canviar el seu nom pel de Bartomeu. De l'any 1961 al 1963 va complir el servei militar com a oficial de reserva. Entre els anys 1963 i 1968 va seguir estudiant a l'Institut d'Estudis Orientals de Roma, a l'Institut Ecumènic Bossey de Suïssa i a la Universitat de Múnic, especialitzant-se en dret canònic.
L'any 1968 va ser nomenat professor de l'Escola Teològica de Halki, i el 1969 el patriarca Atenàgores el va nomenar arximandrita. L'any 1972, quan Demetri va ser elegit patriarca, va crear una Oficina Patriarcal, i va posar de director a Bartomeu. Per Nadal de l'any següent el va nomenar metropolità de Filadelfia. Al març de 1974 va entrar a formar part del Sant Sínode.
Elegit patriarca de Constantinoble l'any 1991, ha treballat pel diàleg interreligiós, i per potenciar les relacions entre les diverses Esglésies ortodoxes. A més de grec, parla turc, llatí, italià, anglès, francès i alemany.